# صفحه نمایش نئونی
صفحه نمایش نئونی نوعی صفحه نمایش است. اطلاعات، منوها، تبلیغات و دیگر پیغام‌ها را می‌توان از این طریق نمایش داد. از نئون برای این ابزار نمایشی و تبلیغی استفاده می‌کنند.